# Kobzar-prolog
«Kobzar-Prolog» — це сингл гурту «Гайдамаки» що був виданий у Польщі у 2008 році.

## Музиканти
- Олександр Ярмола — вокал, сопілка, коса, вірші
- Іван Леньо — акордеон, бек-вокал, цимбали, Hammond BX3, електронні ефекти
- Еугеніу «Хайдук» Дідик — труба, Флюгельгорн
- Іван Ткаленко — бандура, бек-вокал
- Олександр Дем'яненко — гітара, мандоліна
- Руслан Оврас — барабани, перкусія
- Володимир Шерстюк — бас-гітара

## Трек-лист
1. Message (4:21)
2. Ефір (4:36)

### Бонус-відео
- Чотири двори
- Ефір
- Message